# Rokietnica (Grande Polonia)
Rokietnica è un comune rurale polacco del distretto di Poznań, nel voivodato della Grande Polonia.
Ricopre una superficie di 79,31 km² e nel 2004 contava 8 706 abitanti.